# Битовый поток
Битовый поток (англ. bitstream или англ. bit stream) — последовательность битов.
Битовые потоки широко используются в телекоммуникациях и компьютерных технологиях. Например, технология транспортных телекоммуникационных сетей SDH и коммуникационный протокол TCP представлены битовыми потоками.
Когда битовый поток захватывается и сохраняется на носителе информации, то создаётся компьютерный файл.
Термин «битовый поток» часто используется для описания конфигурационных данных, которые загружаются в программируемую пользователем вентильную матрицу (FPGA). Это использование, возможно, возникло на основе общих методов конфигурирования FPGA через последовательный битовый поток, как правило, с последовательного PROM или чипа флеш-памяти. Вместе с тем многие FPGA также поддерживают метод загрузки данных через параллельный байтовый поток. Подробный формат битового потока для конкретного чипа FPGA, как правило, считается собственностью поставщика этого FPGA.
В математике несколько определённых бесконечных последовательностей битов были изучены для определения их математических свойств. Сюда входят последовательность Баума — Свита (англ.), последовательность Эренфойхта — Мычельского (англ.), слово Фибоначчи, последовательность Колакоски, последовательность оригами (англ.), последовательность Рудина — Шапиро, Последовательность Морса — Туэ.
Аналогично к битовому потоку, байтовый поток — это последовательность, как правило, 8-битных байтов. Байтовый поток может рассматриваться как частный случай битового потока.